# حارة الروضي (صنعاء)
الروضي هي إحدى حارات حي القابل بمدينة الروضة شمال العاصمة اليمنية "صنعاء"، بلغ تعداد سكانها 116 نسمة حسب تعداد اليمن لعام 2004.